# Marc Hendrikx
Marc Hendrikx (født 2. juli 1974 i Hamont, Belgien) er en tidligere belgisk fodboldspiller (midtbane).
Hendrikx spillede hele sin karriere, fra 1992 til 2011, i hjemlandet, hvor han blandt andet spillede for KRC Genk og Anderlecht. Han vandt det belgiske mesterskab med Genk i 1999 og med Anderlecht i 2004.
Hendrikx spillede desuden 15 kampe for det belgiske landshold. Han var med på det belgiske hold ved EM i 2000 på hjemmebane. Her spillede han to af de tre kampe i det gruppespil, som belgierne ikke kom videre fra.